# Rory Gallagher
William Rory Gallagher (/ˈrɔːri ˈɡæləhər/ GAL-ə-hər; n. 2 martie 1948 – d. 14 iunie 1995) a fost un multi-instrumentalist irlandez de blues, skiffle și rock, compozitor și producător muzical, foarte influent în genurile muzicale pe care le-a practicat. 
Născut în localitatea Ballyshannon din Comitatul Donegal, și crescut în orașul Cork, Gallagher a înregistrat albumuri solo de-a lungul anilor 1970 și 1980, după realizarea și conducerea formației Taste de-a lungul anilor 1960. Albumele sale muzicale au fost vândute în peste 30 de milioane de copii în întreaga lume.

## Biografie

### Biografie timpurie
Gallagher s-a născut în Ballyshannon, Comitatul Donegal în 1948. Tatăl său, Daniel lucra pentru una din companiile de electricitate a Irlandei,  Electricity Supply Board, la construcția uzinei hidroelectrice Cathleen Fall de pe râul Erne, aflată deasupra orașului. Familia s-a mutat la Derry City, unde s-a născut, în 1949, fratele său mai tânăr, Dónal.
Mama lui Rory, Monica, și cei doi băieți s-au mutat la Cork, unde băieții au fost crescuți. Rory a urmat școala la North Monastery School. Daniel Gallagher era un instrumentist la acordeon și a cântat și concertat cu formația Tír Chonaill Céilí Band pe când se afla în Donegal; în timp ce mama Monica era cântăreață și actriță la Abbey Players din Ballyshannon. Teatrul din Ballyshannon unde Monica interpretase diverse roluri este numit acum după Rory, fiind Rory Gallagher Theatre.

### Frați talentați muzical
Ambii frați aveau talent muzical, care a fost încurajat, sprijinit și cultivat de părinți. La doar nouă ani, Rory a primit cadou prima sa chitară. A practicat îndemânarea sa la instrumentul hawaiian numit ukulele, exerciții care i-au folosit la abilitatea de a practica la chitară. După ce a câștigat un concurs de îndemânare la doar 12 ani, și-a cumpărat prima sa chitară din banii premiului. Rory Gallagher și-a consolidat îndemânarea sa cu chitara sa acustică, dar și cu cea electrică. O dată cu cumpărarea unei Fender Stratocaster, în 1961, Rory a devenit cunoscut ca fiind asociat cu acea chitară, care a devenit instrumentul său favorit.
Inițial, Rory a fost foarte atras de genul skiffle, după descoperirea la radio a lui Lonnie Donegan. În acea perioadă, Donegan a cântat frecvent versiuni covered din genurile blues și folk interpretate în special de artiști muzicali din Statele Unite. Studiul avansat de măiestrie a lui Rory s-a bazat exclusiv pe ascultarea programelor muzicale de radio și televiziune.